# Kosmos 670
Kosmos 670 (ros. Космос-670) – bezzałogowy lot kosmiczny w ramach programu Sojuz. Rozwój modelu Sojuza 7K-S został wstrzymany po czwartym nieudanym starcie rakiety N1, ale trzy zbudowane egzemplarze zostały wystrzelone w celu przetestowania technologii. Kosmos 670 był pierwszą z tych misji. Statek posiadał automatycznego pilota. Misja trwała 2 dni, zakończyła się lądowaniem 8 sierpnia 1974.